# Битка код Сиди Баранија
Битка код Сиди Баранија 10-11. децембра 1940. била је прва битка Операције Компас, прве британске офанзиве у Рату у пустињи (1940—1943) на Северноафричком фронту у Другом светском рату. Сиди Барани, на средоземној обали Египта, окупиран од италијанске 10. армије током Италијанске инвазије Египта (9-16. септембра 1940), био је нападнут од снага Британског Комонвелта, које су повратиле луку. Док су се повлачиле од Сиди Баранија и Букбука, дивизије 10. армије, збијене на обалном друму биле су лака мета за британски монитор Терор и две топовњаче, који су бомбардовали Солум цео дан и ноћ 11. децембра. До вечери 12. децембра, једини преостали италијански положаји у Египту били су око Солума и Сиди Омара. Британци су заробили 38.300 Италијана, изгубивши 624 своја војника, и продужили су петодневни препад на италијанске положаје у Египту, на крају освојивши Киренајку и заробивши већину 10. армије.

## Позадина

### Либија
Киренајка (Либија) била је италијанска колонија од Италијанско-турског рата (1911–1912). Са Тунисом, делом Француске Северне Африке на западу и Египтом на истоку, Италијани су се спремали да бране обе границе у Северноафричком Главном штабу, под командом гувернера Италијанске Либије, маршала ваздухопловства, Итала Балба. Главни штаб имао је на располагању италијанску 5. армију (генерал Итало Гариболди) и 10. армију (генерал Марио Берти) које су средином 1940. имале 9 дивизија из метрополе са по 13.000 људи, 3 дивизије добровољаца (Црних Кошуља) и две либијске колонијалне дивизије са по 8.000 људи. Италијанске регуларне дивизије реорганизоване су крајем 30-их година, са по 3 регименте на само 2, а резервисти су мобилисани 1939. уз уобичајени позив регрута.
Морал је сматран високим и армија је имала свеже борбено искуство. Италијанска морнарица напредовала је под фашистичким режимом, који је дао новац за брзе, квалитетне и добро наоружане бродове и велику подморничку флоту, али морнарици је недостајало искуство и увежбаност. Ваздухопловство је било спремно за рат још 1936, али је до 1939. било у стагнацији и од Британаца није сматрано способним за веће операције. 5. армија са 8 дивизија била је смештена у Триполитанији, западној половини Либије према Тунису, а 10. армија са 6 пешадијских дивизија држала је Киренајку на истоку. Када је рат објављен, 10. армија је распоредила 1. либијску дивизију Сибеле на границу од Јагбуба до Сиди Омара, и 21. корпус од Сиди омара до обале, Бардије и Тобрука. 22. корпус пребацио се југозападно од Тобрука, спремајући се за противнапад.

## Египат
Британци су држали војску у Египту од 1882, али она је јако умањена након Англо-египатског споразума из 1936. Мала британска посада држала је Суецки канал и обалу Црвеног мора. Канал је био виталан за британске комуникације са колонијама на Далеком истоку и у Индијском океану. Средином 1939. генерал Арчибалд Вејвел постављен је за врховног команданта нове команде за Средњи исток, која је обухватила средоземно, блиско-источно и афричко ратиште. До примирја Сила Осовине са Француском 22. јуна 1940, француске дивизије у Тунису угрожавале су италијанску 5. армију на западној граници Либије. Краљевска италијанска војска у Либији имала је око 215.000 људи, а у Египту Британци су имали око 36.000 бораца, са још 27.500 необучених људи у Палестини. 
Британске снаге обухватале су Египатску Моторизовану Дивизију (генерал Перси Хобарт), једну од само две британске оклопне јединице у формирању, која је средином 1939. преименована у Египатску Оклопну дивизију (16. фебруара 1940. постала је 7. Оклопна дивизија). Египатско-либијску границу бранио је Египатски Гранични одред, а у јуну 1940. штаб британске 6. пешадијске дивизије (генерал Ричард О'Конор) преузео је команду у Западној пустињи, са задатком да потисне Италијане са граничних положаја и продре у унутрашњост ако рат започне. 7. Оклопна дивизија без 7. оклопне бригаде окупила се у Мерса Матруху и упутила 7. оклопну групу према граници као заштиту, где је и РАФ пребацио већину својих бомбардера; Малта је такође ојачана.
Штаб 6. пешадијске дивизије, без комплетних и потпуно обучених јединица, преименован је у Западно-пустињски Одред 17. јуна. У Тунису, Французи су имали 8 дивизија, способих само за ограничене операције, а у Сирији још 3 слабо наоружане и обучене дивизије, са око 40.000 војника и граничара, на окупационим дужностима против цивилног становништва. Италијанске копнене и ваздухопловне снаге у Либији далеко су премашале Британце у Египту, али су патиле од слабог морала и лошије опреме. У Италијанској Источној Африци било је још 130.000 италијанских и афричких трупа са 400 топова, 200 лаких тенкова и 20.000 камиона. Италија је објавила рат 11. јуна 1940.

## Земљиште
Рат се водио углавном у области познатој као Западна Пустиња, која је око 240 mi (390 km) широка, од Мерса Матруха у Египту до Газале на либијској обали, дуж јединог чврстог друма (итал.Via Balbia). Ерг (Море Песка), 150 mi (240 km) према унутрашњости, означава јужну границу пустиње на најширим тачкама код Јагбуба и Сиве. У Британском речнику, појам "Западна пустиња" означавао је део Египта западно од Нила, али је почео да означава цело подручје ратишта, укључујући источну Киренајку у Либији. Од обале према унутрашњости лежи издигнута, равна површина камените пустиње на око 150 m надморске висине, која се протеже на југ 200-300 km од обале до ивице Пешчаног Мора. Тај крај обилује шкорпијама, змијама отровницама и мувама, а насељен је малим бројем номада, Бедуина.
Бедуинске стазе повезивале су бунаре и проходније земљиште; управљало се по Сунцу, звездама, компасу и "пустињском чулу", вештини опажања околине стеченој искуством. Када су италијанске трупе продрле у Египат у септембру 1940, одред Малети се изгубио након одласка из Сиди Омара, нестао је и морао је да буде пронађен авионом. У пролеће и лето, дани су врели, а ноћи врло хладне.  Сироко, врели пустињски ветар, носи облаке ситног песка, који смањује видљивост на неколико метара и улази у очи, плућа, машине, храну и опрему; моторна возила и авиони требају специјалне филтере за уље, а голо земљиште значи да залихе за војне операције морају да се увозе. Немачки мотори били су склони прегревању и век тенковског мотора спао је са 1.400-1.600 миља на 300-900 миља, што је још погоршано недостатком резервних делова за немачке и италијанске моторе.

## Снабдевање

### Силе Осовине
Нормалан пут италијанског снабдевања за Либију ишао је око 600 mi (970 km) западно око Сицилије, а затим уз обалу Туниса до луке Триполи, да би се избегли британски бродови, авиони и подморнице са Малте. У Африци, залихе су се морале преносити на огромне удаљености путем, или у малим товарима дуж обале. Удаљеност од Триполија до Бенгазија била је око 650 mi (1.050 km), а до Ел Аламејна 1.400 миља. Трећина италијанске трговачке морнарице била је заробљена након што је Италија објавила рат и до септембра 1942. половина преосталих бродова била је потопљена, иако је део надоккнађен градњом, поправком и пребацивањем немачких бродова. Од јуна 1940. до маја 1943. 16% пошиљки је потопљено.
Тобрук је стављен у службу у јуну 1942, али велика удаљеност и савезничко бомбардовање довели су до напуштања у августу. Немачка војска сматрала је да моторизована армија може да оперише највише 200 mi (320 km) далеко од базе, али у просеку око трећине осовинских камиона било је у квару и 35-50% горива трошило се да би се остатак допремио на фронт. Несташица горива у Италији, мале луке у Либији и потреба за снабдевањем цицилног становништва, значила је неефикасно слање великог броја малих конвоја. Немачка врховна команда (нем. Oberkommando des Heeres), закључила је да се немачке снаге у Либији не могу снабдети довољно за одлучујућу офанзиву, уколико се италијанске снаге не повуку у Италију, што је био политички немогућ услов.

### Египат
Географски положај Италије омогућавао је да се Средоземно море затвори у случају рата, и британска средоземна флота у Египту учини зависном од Суецког канала. У 1939. Вејвел је почео да планира базу на Блиском истоку, са залихама за око 15 дивизија (300.000 људи), 6 у Египту и 3 у Палестини, са осталима истуреним даље. Много материјала је увезено из колонија, а остатак је набављен стимулацијом локалне производње. План за поседање Египта и Палестине са 9 дивизија повећан је на 14 до јуна 1941, а затим на 23 до марта 1942. Од италијанске објаве рата 1940. до 1943. трговачки бродови путовали су на исток из Британије око Рта Добре Наде, што је чинило удаљеност до Египта истом као до Аустралије и Новог Зеланда. Центар Снабдевања за Средњи исток (енг. The Middle East Supply Centre) створен је у Египту, Палестини и Сирији, да би се ускладио увоз и локална производња за цивилне потребе и унапредила пољопривреда. До марта 1943. MESC је заменио увоз у вредности око 100 бродских товара повећаном локалном производњом кромпира, јестивог уља, млечних производа и рибе; крда стоке из Судана смањила су потребу за бродским превозом у хладњачама.
У 1940, британска војска била је базирана 200 mi (320 km) западно од Александрије, на завршетку египатске државне пруге и пута у луци Мерса Матрух. Водовод је започет дуж пруге, као и потрага за изворима воде. Ископани су бунари, али је већина била слана, па су у 1939. главни извори воде били римски аквадукти у Мерса Матруху и Матен Багушу. Бродови са водом из Александрије и дестилерија у Мерса Матруху повећавали су залихе, али је била неопходна строга штедња и много воде морало се превозити копном до истурених постаја. Број расположивих возила 1939. био је недовољан и камиони су одвајани да би се Оклопној дивизији обезбедила боља позадина; само су се специјална возила за пустињу смела кретати ван пута, што је онемогућавало тенковима да оду далеко од Матруха. Матрух је био 120 mi (190 km) источно од границе са Либијом. Од границе, није било воде код Солума, на 50 mi (80 km) источно од Солума до Сиди Баранија, уз лош пут, што је значило да би освајач морао да иде кроз безводну и беспутну пустињу до главних британских снага. У септембру 1940, новозеландски железнички батаљон и индијски радници започели су изградњу приобалне пруге, која је стигла до Сиди Баранија до октобра 1941. и Тобрука у децембру 1942, 400 mi (640 km) западно од Ел Аламејна, превозећи до 4.200 тона материјала дневно. 

## Увод

### Погранични сукоби
Непријатељства су отпочела 11. јуна 1940 и Британцима је наређено да заузму границу и изолују Јагбуб. Британци су прешли у Либију исте ноћи, разменили ватру са италијанским трупама у Сиди Омару и открили да неки Италијани још не знају за објаву рата. 14. јуна, Британци су заузели тврђаву Капуцо и тврђаву Мадалена, привевши 220 заробљеника. Два дана касније, Британци су напали конвој на друму Тобрук-Бардија, убивши 21 италијанског војника и заробивши 88, укључујући генерала Ромола Ластруција, главног инжињерца 10. армије. У сукобу близу жичане ограде на граници, код Незует Гирбе, италијански одред од 17 лаких тенкова, 4 топа и 400 пешака потучен је комбинованим одредом британских тенкова, артиљерије и моторизоване пешадије.
Британци су патролирали пограмичном облашћу све до Тобрука, показујући своју надмоћ над 10. армијом.  5. августа, 30 италијанских тенкова и британски 8. хусарски пук водили су нерешену битку и Вејвел је закључио да кварење возила чини непрактичним наставак операција у време претеће италијанске офанзиве. Песак је брзо кварио опрему, скраћујући век гусеница, резервни делови су се истрошили и само половина тенкова могла се одржати у исправном стању.  Затишје је трајало од августа до почетка септембра, док је поморска операција "Шешири" (енг. Operation Hats) ојачала Средоземну флоту и спровела војни конвој тенкова са посадама око Африке. Британци су објавили да су нанели губитке од 3.500 Италијана, изгубивши само 150 људи од 11. јуна до 9. септембра.  Осим тога, обе стране су користиле извиђачке одреде, Далекометни Пустињски одред ( енг. Long Range Desert Group-LRDG) и Ауто-авио-сахарску чету (ита. Compagnie Auto-Avio-Sahariane) које су се кретале пустињом, извиђале непријатељски распоред и вршиле препаде.

## Италијанска операција Е
Бенито Мусолини није планирао да нападне Египат, намеравајући да брани Либију ако дође до рата. Након пада Француске 1940. 5. армија могла је да пошаље појачања на исток и 7. августа Мусолини је наредио напад, како би освојио Египат и успоставио копнену везу са Италијанском Источном Африком. У августу је на граници завладало затишје, већина британских оклопних јединица повучена је са границе у Мерса Матрух, како би се сачувале за одбрану луке, и 7. Група за подршку преузела је њихово место, са задатком да постави извиђачке положаје од Солума до тврђаве Мадалена и успори италијанску офанзиву; Хусари су извиђали дубље у Либију. Либијским дивизијама недостајала су возила за операције ван пута са Групом Малети, која је имала један средњи, два мешовита и 4 лака тенковска батаљона, па су распоређене дуж приобалног друма. 9. септембра Група Малети зе изгубила на путу за Сиди Омар и Грацијани је отказао бочни напад и концентрисао 5 дивизија и Групу Малети на обалском друму; 4. дивизија Црних Кошуља и 64. дивизија Катанцаро остале су у резерви у Тобруку. 5. ваздухопловни ескадрон са око 300 употребљивих авиона, опремом за аеродроме и возилима стајао је у приправности да подржи наступање и заузима аеродроме.
Италијанска инвазија Египта (13-18. септембра) почела је као ограничена тактичка операција према Мерса Матруху, уместо стратегијских циљева зацртаних у Риму, због хроничне несташице транспортних возила, горива и радио-опреме, чак и са појачањима из 5. армије. Мусијад је подвргнут "спектакуларном" артиљеријском бомбардовању у зору и освојен. Солум и његов аеродром заузела је 1. либијска дивизија, и до вечери 2. либијска, 64. дивизија (Кирена) и Група Малети из Мусаида и 62. дивизија (Мармарика) из Сиди Омара пробиле су се кроз британске запречне одреде и концентрисале се на пролаз Халфаја. Британци су се повукли поред Бук Бука 14. септембра и наставили да ометају италијанско напредовање, повлачећи се до Алам Хамида сутрадан и Алам ел Даба 16. септембра. Италијански одред од 50 тенкова покушао је бочни удар, који је навео британску заштитницу да се повуче источно од Сиди Баранија, који је заузела 1. дивизија Црних Кошуља и Грацијани је зауставио даље напредовање. Британци су наставили извиђање и 7. оклопна дивизија спремала се да се одупре нападу на Мерса Матрух.
Упркос Мусолинијевом подстицању, Италијани су се укопали око Сиди Баранија и Софафија, око 80 mi (130 km) западно од британских положаја код Мерса Матруха. Британска запречавања на путу су поправљена, бунари су очишћени и почела је градња водовода од границе, како би се прикупиле залихе за наставак напредовања средином децембра. Египат је прекинуо дипломатске односе са Силама Осовине и италијански авиони бомбардовали су Каиро 19. октобра. Британске поморске и ваздухопловне операције за узнемиравање италијанске војске настављене су и нанета штета, по изјавама заробљеника, нарушила је морал. Патроле оклопних кола владале су ничијом земљом, али је губитак истурених узлетишта смањио ефикасност РАФ-а и Малта је остала ван домета.
Операција Компас, британски противнапад на италијанско напредовање на Матрух, планиран је ради уништења италијански снага и већина Западно-пустињског Одреда привучена је до луке. Још једна чета оклопних кола прикључила се извиђачким операцијама далеко иза фронта. Западно-пустињски одред ојачан је једним новим тенковским пуком са тенковима Матилда II, и након месец дана Британци си попчели да припремају препад на централну групу италијанских логора и Софафи у трајању од 4-5 дана, уместо да чекају Италијане.

## Британски план
Након италијанског напредовања, Вејвел је наредио заповеднику британске војске у Египту Сер Хенри Мејтленд Вилсону да испланира ограничену операцију за потискивање Италијана натраг. Вејвел је запазио да су италијански одбрамбени положаји сувише размакнути за узајамну подршку. Операција Компас, из административних разлога, оригинално је планирана као петодневни препад, али продужетак је био планиран у случају успеха. 7. група за подршку имала је да осматра италијанске кампове у Софафи и спречи италијанске покрете са запада, док је остатак дивизије и 4. индијска дивизија прошао кроз празнину Софафи-Нибеива. Једна индијска бригада и пешадијски тенкови 7. краљевског тенковског пука (7. КТП) напао би Нибеиву са запада, док би 7. оклопна дивизија заштитила њихов северни бок. Након заузимања Нибеиве, друга индијска бригада и 7. КТП би напали Тумаре.
Посада Матруха (3. батаљон Гарде, уз нешто артиљерије) би садржавала непријатељски камп у Мактили на обали и Краљевска морнарица би бомбардовала Мактилу и Сиди Барани. Претпостављајући успех, Сиди Барани би други дан био нападнут од стране 4. индијске дивизије, а затим би се наставило на запад. Припреме су направљене у најстрожој тајности и само неколико официра је знало током војне вежбе одржане од 25-26. новембра, да су циљеви означени близу Матруха били реплике Нибеиве и Тумара и да је вежба била проба; војницима је речено да следи друга вежба, а многи нису знали да је ова операција стварна све до 7. децембра, пошто су стигли на почетне позиције.
Да би постигли релативну ваздушну надмоћ, 7. децембра 11 бомбардера Велингтон са Малте напали су Кастел Бенито и уништили 29 авиона на тлу. Следећег дана, три ловачке ескадриле надгледале су подручја британске концентрације, а током ноћи, 29 Веллингтона и Бленхајма бомбардовали су Бенину и оштетили 10 авиона. Бомбардери Бристол Бомбај нападали су италијанске логоре, а Бленхајми су напали истурене аеродроме. Покрети трупа су почели када је Одред Селби (бригадир АР Селби) од 1.800 људи из гарнизона Матрух (највећа група која се могла пребацити камионима) кренуо из Матруха да изолује Мактилу, како би спречила гарнизон да помогне Тумаре. Одред је у пустињу поставио моделе тенкова (читав тенковски пук) као мамац за италијанске авионе, и до зоре 9. децембра био је недалеко од Мактиле. Током ноћи село је осветљено ракетама из авиона "Сордфиш" морнаричке авијације и бомбардовано са бродова Терор (монитор класе Еребус) и Афис (топовњача класе Инсект); Сиди Баррани је истовремено бомбардовала топовњача Ледибирд.

## Италијанска одбрана
Децембра 1940. 10. армија у Египту је појачана на око девет пешадијских, добровољачких и колонијалних дивизија источно од границе и започеле су смене јединица, што је отежавало Британцима да процене италијански распоред. Утврђени кампови су били широко размакнути, у луку дужине око 80 km између мора и гребена. 10. армија на подручју Сиди Барранија бројала је сада око 40.000 људи, и 8. децембра 1. Либијска дивизија  Сибеле  и 2. Либијска дивизија  Песцатори  из либијског корпуса (генерал Себастијано Галина) држале су линију од 35 km, у утврђеним логорима у Мактили, Тумару, са 4. добровољачком дивизијом (генерал Мерзари) у резерви, око 19 km даље у Сиди Барранију, где је био штаб либијског корпуса са генералом Галином.
Група Малети била је у Нибеиви, а 63. дивизија  Кирене  (генерал Спатоцо) из 21. корпуса (генерал Далмацо), била је у Раби и Софафи 31 km западно од Нибеиве. 64. дивизија  Катанзаро  је пресељена источно од Бука Бука до подручја Кур-Самалус, иза празнине Нибеива-Рабиа, а на западу је био 23. корпус са 1. добровољачком дивизијом "23. март" и 2. добровољачком дивизијом "28. октобар"; 62. дивизија  Мармарика  била је на гребену од Софафија до Халфаје.
 Десета армија је имала око 80.000 људи, 250 топова и 120 тенкова у Египту.  Британци су мислили да италијански 5. ескадрон у Египту има око 250 бомбардера и једнак број бораца, са појачањима у Италији. Дана 9. децембра, стварни број био је 140 бомбардера, 191 ловац и бомбардер за обрушавање. Неки бомбардери били су далеко на западу у Триполију, а други у Бенгазију и Тмими. Ловци и извиђачки авиони кратког домета били су у Тобруку, Ел Адему и Гамбуту.

## Битка

### Заузеће Сиди Баранија
Одред Селби је чувао источне прилазе Сиди Баранију, пошто је остатак Пустињске армије напао утврђене кампове даље у унутрашњости. Дана 10. децембра, 4. оклопна бригада, која је штитила нападаче од могућег италијанског контра-напада са запада, напредовала је на север пресекавши обалски пут између Сиди Баранија и Букбука и послала патроле оклопних кола на запад. 7. оклопна бригада остала је у резерви, а 7. група за подршку блокирала је прилаз од Рабије и Софафија на југу. Вијести о паду Нибеиве стигле су у 3:20 поподне до Селбија, који је послао трупе да блокирају западни излаз из Мактиле. Тежак терен и тама успориле су покрет и 1. либијска дивизија "Сибеле" се извукла. Увече 9. децембра, О'Конор и Бересфорд-Пирс послали су 16. пешадијску бригаду (бригадир Сирил Ломакс) из резерве да пресеку путеве у Сиди Баррани, два пука пољске артиљерије су подржала напредовање, а 7. КТП је пожурио да неисправне тенкове врати у акцију.  Сиди Барани су браниле две италијанске дивизије у осам упоришта, од којих је свако бранио један батаљон, али одбрамбена линија била је предугачка за ефикасно командовање.
Напредовање 10. децембра било је неорганизовано због несигурности око италијанског распореда, љуте хладноће и прашине која је смањила видљивост на 50 јарди. 16. бригада је започела свој напад у 6: 00 ујутро, без чекања на артиљерију и 7. КТП (који су каснили), али је одбијена италијанском артиљеријском ватром; три сата касније, када су стигла два тешка артиљеријска пука, 16. бригада поново је напала, уз подршку једног одењења танкова Матилда, авиона РАФ-а, бродова краљевске морнарице и артиљеријске ватре. Борба је трајала цело јутро, без значајних добитака, до 1:30 поподне када су се Црнокошуљаши, који су држали два упоришта на западној страни одбрамбене линије, изненада предали. Убрзо након тога, бригада је пресекла јужни и западни пут од Сиди Барранија. Бересфорд-Пирс је наредио напад пре мрака јер је пешчана олуја била спорадична и Британци би били изложени погледу. Бригада је кранула напред са последњим пешадијским тенковима, додатним пешадијским батаљоном и подршком из 2. краљевског тенковског пука (2. КТП), са брзим и лаким тенковима, на левом боку. Напад је почео одмах након 4: 00 поподне, уз подршку дивизијске артиљерије, и после вожње од око 6 km пешчана олуја је престала, а пешадија је напустила возила када је италијанска артиљерија отворила ватру. Последњих десетак Матилда је скренуло налево и упало у западни део одбране Сиди Баранија, јужно од главног друма, а онда је нестало у пешчаној олуји. Италијанска артиљеријска муниција се показала неефикасном према тенковима Матилда; артиљерци су се борили са пушкама и ручним бомбама, али су били прегажени. Напад је постао борба прса у прса и у 10: 00 ујутро, када је 16. бригада почела да напредује, око 2.000 Црнокошуљаша се подигло из ровова, очигледно спремно за контранапад, али су италијански браниоци изгубили храброст и предали се. За два сата први циљеви су освојени дуж западне стране луке и део јужне стране, а артиљеријски положаји су прегажени. До 6:00 увече, још се бранио само одбрамбени сектор 4 km источно од луке, који су држале легија Црнокошуљаша и остаци 1. Либијске дивизије.

### Одред Селби
Појачања ослобођена падом Тумара у унутрашњости стигла су са запада. 16. пешадијска бригаде напредовала је кроз луку, заробивши остатке 1. Либијске дивизије  Сибеле , 2. либијске дивизије  Пескатори  и 4. дивизије Црнокошуљаша  3. јун  заједно са Одредом Селби, изгубивши притом 277 људи. Одред Селби је пратио повлачење 1. Либијске дивизије  Сибелле  крећући се 24 km од Мактиле до Сиди Барранија и потиснуо је део колоне у пешчане дине северно од обалног пута. Брзи тенкови 6. Краљевског тенковог пука (6. КТП) стигли су у пешчаној олуји и прегазили Италијане на дунама око 5: 15 поподне, а затим су се придружили Одреду Селби да би наставили гоњење. Италијански браниоци су опкољени у Сиди Барранију, у џепу ширине 16x8 km који се ослањао на море. Када су Британци опет напали у зору 11. децембра, масовне предаје почеле су свуда, осим на коти 90 (познате Италијанцима као Рас ел Даи), где се 2.000 војника 2. и 16. батаљона 2. Либијске дивизије  Песцатори  држало до раног поподнева 11. децембра.

## Последице

### Даље операције
Дана 11. децембра, 7. оклопна бригада је послата из резерве да смени 4. оклопну бригаду на подручју Букбука, са наредбом за чишћење терена. Велики број људи и топова је заробљен, а патрола из 7. групе за подршку ушла је у Рабију нашавши је празну, јер се 63. дивизија "Кирене" повукла одатле и из Софафија преко ноћи. Наређење 4. оклопној бригади да их одсече, стигло је прекасно и они су се повукли дуж врха гребена и спојили се са италијанским гарнизоном у Халфаји. 4. оклопна бригада на врху гребена и 7. оклопна бригада на обали, покушале су да следе Италијане упркос акутним проблемима снабдевања, које је погоршао велики број затвореника (двадесет пута већи од очекиваног) што је јако отежало напредовање.
Током повлачења из Сиди Баранија и Букбука, италијанске снаге су закрчиле обалски друм и биле су лаке мете за монитор Терор и две топовњаче, који су бомбардовали подручје Солум цео дан и већину ноћи 11. децембра. Увече 12. децембра, последње италијанске позиције у Египту биле су око Солума и Сиди Омара, а до 15. децембра, Солум и пролаз Халфаја су освојени. Британци су мимоишли италијанске гарнизоне даље јужно у дубокој пустињи. Тврђаву Капуцо, 64 km у унутрашњости на крају граничне бодљикаве жице, заузела је "у пролазу" 7. оклопна дивизија, напредујући на запад према Бардији. 7. оклопна дивизија концентрисала се југозападно од Бардије, чекајући долазак 6. Аустралијске дивизије.

## Губици
Од 9–11. децембра Британци су заробили 38.300 људи, 237 топова, 73 тенка и око 1.000 возила, изгубивши само 624 војника. Италијани су изгубили 47 погинулих официра и 2.147 војника, уз 78 рањених официра и 2.208 војника.